# Ruvu (Indischer Ozean)
Der Ruvu (früher auch Kingani) ist ein Fluss in der Region Pwani im Osten Tansanias. 

## Beschreibung
Er ist der Hauptlieferant für das Wasser der Stadt Daressalam. Bedingt durch die Abholzung und klimatische Veränderungen in der Region, nimmt sein Abfluss stetig ab.

## Hydrometrie
Die durchschnittliche monatliche Durchströmung des Flusses Ruvu in m³/s, gemessen an der hydrologischen Station an der Morogoro Straßenbrücke (ca. 40 km oberhalb der Mündung). Die dort beobachtete mittlere jährliche Durchflussmenge betrug 58 m³/s, gespeist durch fast das gesamte Einzugsgebiet des Flusses, berechnet mit den Daten eines Zeitraums von 46 Jahren, 1958–2004 (Werte aus einem Diagramm abgelesen).